# Мала Гончарівська вулиця
Мала Гончарівська вулиця — вулиця міста Харкова, розташована в Новобаварському районі. Починається від Дмитрівської вулиці, йде на захід, перетинає Гончарівський бульвар, майдан Національної Гвардії, йде далі до вулиці Гвардійців-Залізничників. Вулиця є частиною місцевості Гончарівка, що є частиною історичного центру міста. Забудована переважно будівлями XIX—XX століть.

## Назва
Вулиця виникла в 1822 році як Гончарівська, а в 1869 році стала Малою Гончарівською. Назва вулиці походить від місцевості Гончарівка, що раніше була слободою Довгалівка. У Довгалівці селилися ремісники, які займалися гончарством. Через деякий час слобода отримала назву Гончарівської.

## Будинки
- Буд. № 2 — Прибутковий будинок В. А. Сбітневої[1]. Будівля кінця XIX століття в еклектичному стилі. Фасад не оптинькований. На червоній цеглі контрастують білі деталі фасаду.
- Буд. № 4 — Житловий будинок кінця XIX — початку XX століття[2].
- Буд. № 18 — Будинок, де жив історик Єгор Редін. Одноповерхова будівля зведена в 1890 році Максимом Михайловичем Булатніковим. Він здавав приміщення професору кафедри історії та теорії мистецтв Єгору Кузьмичу Редіну.